# White Night World Tour
Die White Night World Tour ist die zweite Welttournee des Südkoreanischen Sängers Taeyang. Ende März kündige YGEX an, dass Taeyang im Sommer eine Stadiontournee beginnen wird, mit zwei Konzerten in Chiba und Kōbe. Anfang Juli wurde bekannt gegeben, dass aus der Stadiontournee eine Welttournee wird.

## Hintergrund
Ende März gab YGEX bekannt, dass Taeyang im Sommer eine Stadiumtournee in Japan haben wird, mit zwei Konzerten im Chiba Marine Stadium. Im April wurden zwei weitere Konzerte im Kobe Sports Park Baseball Stadium angekündigt. Am 4. Juli wurde die White Night World Tour angekündigt und eine Woche mehrere Konzerte in Nordamerika.

## Setliste
| Setliste der ersten Show in Chiba am 8. Juli 2017 | |
| --- | --- |
| \| 1. Ringa Linga 2. Body 3. Superstar 4. Break Down 5. Only Look At Me 6. Wedding Dress 7. 1AM 8. You’re My 9. I Need A Girl 10. So Good (Lexus Song) 11. Love You to Death \| 12. Fear (Mino feat. Taeyang) 13. Last Dance 14. Eyes, Nose, Lips Encore: 1. Good Boy 2. Stay with Me 3. Body 4. Bang Bang Bang 5. Fantastic Baby 6. Eye Nose Lips \| | |
| 1. Ringa Linga 2. Body 3. Superstar 4. Break Down 5. Only Look At Me 6. Wedding Dress 7. 1AM 8. You’re My 9. I Need A Girl 10. So Good (Lexus Song) 11. Love You to Death | 12. Fear (Mino feat. Taeyang) 13. Last Dance 14. Eyes, Nose, Lips Encore: 1. Good Boy 2. Stay with Me 3. Body 4. Bang Bang Bang 5. Fantastic Baby 6. Eye Nose Lips |

## Konzerte
| Datum              | Stadt         | Land               | Arena                                | Besucherzahl |       |
| Asien              | Asien         | Asien              | Asien                                | Asien        | Asien |
| ------------------ | ------------- | ------------------ | ------------------------------------ | ------------ | ----- |
| 8. Juli 2017       | Chiba         | Japan              | Chiba Marine Stadium                 | 50.000       |       |
| 9. Juli 2017       | Chiba         | Japan              | Chiba Marine Stadium                 | 50.000       |       |
| 5. August 2017     | Kōbe          | Japan              | Hotto Motto Field Kobe               |              |       |
| 6. August 2017     | Kōbe          | Japan              | Hotto Motto Field Kobe               |              |       |
| 26. August 2017    | Seoul         | Südkorea           | Jamsil Arena                         |              |       |
| 27. August 2017    | Seoul         | Südkorea           | Jamsil Arena                         |              |       |
| Nordamerika        |               |                    |                                      |              |       |
| 30. August 2017    | Toronto       | Kanada             | International Centre                 |              |       |
| 1. September 2017  | New York City | Vereinigte Staaten | The Theatre at Madison Square Garden |              |       |
| 3. September 2017  | Chicago       | Vereinigte Staaten | Aragon Ballroom                      |              |       |
| 6. September 2017  | Atlanta       | Vereinigte Staaten | Cobb Energy Centre                   |              |       |
| 8. September 2017  | Dallas        | Vereinigte Staaten | The Bomb Factory                     |              |       |
| 10. September 2017 | San Jose      | Vereinigte Staaten | City National Civic                  |              |       |
| 13. September 2017 | Los Angeles   | Vereinigte Staaten | Hollywood Palladium                  |              |       |
| 15. September 2017 | Vancouver     | Kanada             | The Orpheum                          |              |       |
| Asien              |               |                    |                                      |              |       |
| 22. September 2017 | Manila        | Philippinen        | Smart Araneta Coliseum               |              |       |
| 24. September 2017 | Chek Lap Kok  | Hongkong           | AsiaWorld-Expo Hall 10               |              |       |
| 30. September 2017 | Bangkok       | Thailand           | Impact Challenger Hall 1             |              |       |
| 13. Oktober 2017   | Jakarta       | Indonesien         | JIExpo                               |              |       |
| 15. Oktober 2017   | Kuala Lumpur  | Malaysia           | Stadium Negara                       |              |       |
| 21. Oktober 2017   | Cotai         | Macau              | Studio City Event Center             |              |       |
| 27. Oktober 2017   | Singapur      | Singapur           | Star Theatre                         |              |       |
| 29. Oktober 2017   | Taipei        | Taiwan             | Linkou Stadium                       |              |       |